# Aracine
 (octobre 2017).
Si vous disposez d'ouvrages ou d'articles de référence ou si vous connaissez des sites web de qualité traitant du thème abordé ici, merci de compléter l'article en donnant les références utiles à sa vérifiabilité et en les liant à la section « Notes et références ».
L'Aracine est une collection d'art brut fondée en 1982 par Madeleine Lommel, sa directrice jusqu'en 2009. Elle est intégrée au LaM de Villeneuve-d'Ascq depuis 1999 et comporte plus de 3 900 œuvres de 170 artistes. C'est, depuis 2010, la plus grande collection publique d'art brut présentée en France.

## Histoire
La collection de l'Aracine naît du choc créé par l'annonce de la donation de la collection d'art brut de Jean Dubuffet à la ville de Lausanne en 1971. Le déplacement géographique des collections de Dubuffet, effectif en 1975, provoque chez Madeleine Lommel « un sentiment d’indignation qui se transforma en un désir fou : celui de poursuivre l’aventure sur le sol français. »
Madeleine Lommel et une amie de longue date, Claire Teller, rencontrent Michel Nedjar en 1978 avec lequel elles commencent à constituer une collection d'art brut qui prend une véritable ampleur au début des années 1980.
De 1984 à 1996, celle-ci est présentée au public à Neuilly-sur-Marne. En 1986, la direction des Musées de France lui confère la qualité de musée contrôlé.
En 1995, la demande est faite au musée d'art moderne Lille Métropole (le LaM) d'accueillir la collection en ses murs. Après avoir organisé une grande exposition en 1997, le LaM accepte la donation en 1999.
À la rentrée 2009, le musée de Lille Métropole organise une grande exposition hors les murs de la collection à l’Institut national d'histoire de l'art de Paris.

## Créateurs notoires présentés à l'Aracine
Nombre de grands créateurs d'art brut sont présents dans cette collection, dont :
- Aloïse Corbaz
- Henry Darger
- Madge Gill
- Augustin Lesage
- Adam Nidzgorski
- André Robillard
- Adolf Wölfli
- Carlo Zinelli